# Sexual XXXXX!
A Sexual XXXXX! a Buck-Tick japán rockegyüttes második nagylemeze, első nagykiadós lemeze, mely 1987-ben jelent meg. 2002-ben digitálisan újramaszterelték és új borítóval adták ki, majd 2007-ben ismét újramaszterelték. 33. helyet érte el az Oricon albumlistáján.

## Dallista
Az összes szám szerzője Imai Hiszasi, kivéve, ahol külön fel van tüntetve. 
| 1.    | Empty Girl          |                | 3:36 |
| 2.    | Future for Future   |                | 3:52 |
| 3.    | Dream or Truth      |                | 4:23 |
| 4.    | Do the I Love You   |                | 2:56 |
| 5.    | Illusion            | Szakurai Acusi | 6:19 |
| 6.    | Sexual XXXXX!       | Szakurai Acusi | 3:33 |
| 7.    | Sissy Boy           |                | 4:26 |
| 8.    | Mis-Cast            |                | 3:35 |
| 9.    | Hyper Love          |                | 5:03 |
| 10.   | My Eyes & Your Eyes |                | 4:54 |
| 42:56 |                     |                |      |

| 11. | Romanesque (demóverzió)                                            |                | 4:04 |
| 12. | Sexual XXXXX! (élő felvétel, 1992. szeptember 11. Climax Together) | Szakurai Acusi | 3:49 |